# Kai Erik Steen
Kai Erik Steen (6 mei 1985) is een Noors voetbalscheidsrechter. Hij is in dienst van FIFA en UEFA sinds 2017. Ook leidt hij sinds 2015 wedstrijden in de Eliteserien.
Op 28 juni 2015 leidde Steen zijn eerste wedstrijd in de Noorse nationale competitie. Tijdens het duel tussen Mjøndalen en Sandefjord (2–2) trok de leidsman vijfmaal de gele kaart. In Europees verband debuteerde hij op 6 juli 2017 tijdens een wedstrijd tussen Sant Julià en Skënderbeu Korçë in de eerste voorronde van de UEFA Europa League; het eindigde in 0–5 en Steen trok driemaal een gele kaart. Zijn eerste interland floot hij op 9 juni 2018, toen Denemarken met 2–0 won van Mexico door doelpunten van Yussuf Poulsen en Christian Eriksen. Tijdens deze wedstrijd toonde Steen aan de Mexicaan Miguel Layún een gele kaart.

## Interlands
| Datum            | Plaats                 | Wedstrijd            | Uitslag | Competitie             | Kreeg geel | Kreeg voor de tweede keer geel en dus rood | Weggestuurd |
| ---------------- | ---------------------- | -------------------- | ------- | ---------------------- | ---------- | ------------------------------------------ | ----------- |
| 9 juni 2018      | Brøndby, Denemarken    | Denemarken – Mexico  | 2 – 0   | Vriendschappelijk      | 1          | 0                                          | 0           |
| 16 november 2018 | Gibraltar              | Gibraltar – Armenië  | 2 – 6   | Nations League 2018/19 | 6          | 0                                          | 0           |
| 3 september 2020 | Parma, Italië          | Moldavië – Kosovo    | 1 – 1   | Nations League 2020/21 | 2          | 0                                          | 0           |
| 31 maart 2021    | Serravalle, San Marino | San Marino – Albanië | 0 – 2   | WK 2022 kwalificatie   | 2          | 0                                          | 0           |
| 5 september 2021 | Solna, Zweden          | Zweden – Oezbekistan | 2 – 1   | Vriendschappelijk      | 2          | 0                                          | 0           |

Laatst bijgewerkt op 7 april 2022.